# Simon de Vlieger

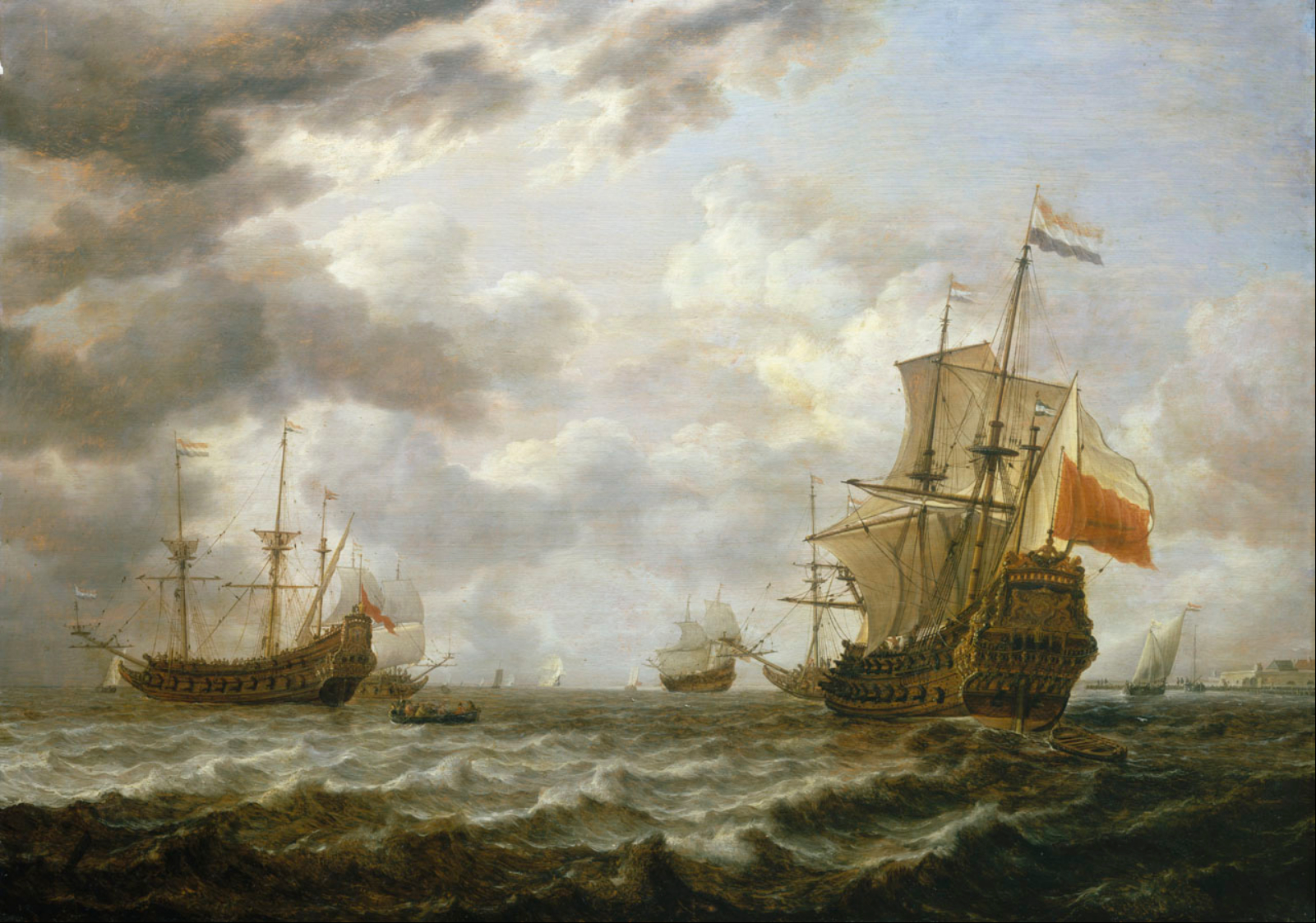
Flagowy okręt Brederode pod Hellevoetsluis, National Maritime Museum, Greenwich

Simon de Vlieger (ur. ok. 1601 prawdopodobnie w Rotterdamie, pochowany 13 marca 1653 w Weesp) – holenderski malarz barokowy, projektant gobelinów i witraży.

## Twórczość
Artysta związany z Rotterdamem, Delftem i Amsterdamem, znany głównie z obrazów o tematyce marynistycznej. Jego styl stopniowo ewoluował od prawie monochromatycznych i mocno udramatyzowanych kompozycji, do obrazów spokojnych, barwnych i przesyconych jasnym światłem. W dojrzałych pracach Vliegera pierwszoplanową rolę odgrywał nastrój, podkreślany przez malowniczość wybrzeży i sylwetek żaglowców oglądanych zawsze z perspektywy brzegu. Malarz zaznaczył swoją obecność w malarstwie holenderskim, wpływając na takich twórców jak Jacob van Ruisdael i Meindert Hobbema. Jego uczniami byli Willem van de Velde młodszy i Jan van de Cappelle.
Oprócz tradycyjnego malarstwa olejnego Vlieger uprawiał także rytownictwo, wykonywał akwaforty, projektował witraże, tkaniny, a nawet meble. Jego prace są eksponowane w wielu muzeach i galeriach na całym świecie, jeden z obrazów: Łodzie żaglowe przy brzegu znajduje się w Muzeum Pałacu Króla Jana III w Wilanowie. Obraz Wzburzone morze z okrętami, zrabowany przez Niemców podczas II wojny światowej, został odzyskany w 2017. Znajduje się w zbiorach Muzeum Narodowego w Warszawie. Nie jest eksponowany.

## Wybrane prace
- Bitwa morska, Amsterdam,
- Wzburzone morze, Berlin,
- Łodzie żaglowe przy brzegu, Muzeum Pałacu Króla Jana III w Wilanowie
- Wzburzone morze z okrętami, Muzeum Narodowe w Warszawie
- Brzeg morza w Scheveningen z łodziami rybackimi, Muzeum Narodowe w Warszawie